# Шумидуб, Александр Николаевич
Алекса́ндр Никола́евич Шумидуб (бел. Аляксандр Мікалаевіч Шумідуб; 17 марта 1964, Минск — 13 июля 2019, Минск) — советский и белорусский хоккеист, вратарь. Тренер.

## Биография
Воспитанник минской хоккейной школы «Юность» (тренер — Ю. Туманов). Участник зимних Олимпийских игр 1998 в Нагано, победитель чемпионата мира 1997 в первом дивизионе. За национальную сборную Белоруссии выступал с 1996 по 1998 год. Провёл 12 матчей, пропустил 28 шайб, заработал 2 минуты штрафного времени.

## Достижения
- Лучший хоккеист Беларуси (1991)[3].
- Бронзовый призёр юношеского чемпионата Европы (1982)[4].
- Чемпион Беларуси (1997).
- Серебряный призёр чемпионата Беларуси (1998).
- Бронзовый призёр чемпионата Беларуси (1999).
- Бронзовый призёр чемпионата ВЕХЛ (1997).
- Бронзовый призёр чемпионата ВЕХЛ (1998).
- Бронзовый призёр чемпионата ВЕХЛ (1999).

## Тренерская работа
В 2003 году в двух играх руководил национальной сборной Белоруссии по хоккею
Работал тренером вратарей. В Гомеле основал первую в стране школу голкиперов. В одноименном клубе отвечал за вратарскую линию с 2005 года. Входил в тренерский штаб национальной сборной.
3 сентября 2019-го под своды гомельской арены была поднята майка сборной Белоруссии с фамилией Шумидуба и 29-м номером. 
6 сентября[уточнить] «Гомель» вывел из обращения игровой номер вратаря 29.